# Carlos Deltour
Pour les articles homonymes, voir Deltour.
Carlos Deltour, né le 8 avril 1864 à Guadalajara (Mexique) et mort le 29 mai 1920 à Cambo-les-Bains (Pyrénées-Atlantiques), est un rameur et un joueur de rugby à XV français.

## Biographie
Carlos Deltour, membre du Rowing Club Castillon, participe à l'épreuve de deux avec barreur aux Jeux olympiques d'été de 1900 à Paris, en compagnie d'Antoine Védrenne et du jeune Raoul Paoli. Les trois Français terminent troisièmes avec un temps de 7 min 57 s 2 et remportent donc la médaille de bronze.
En 1899, la paire Carlos Deltour-Antoine Védrenne est championne de France et d'Europe. Elle est à nouveau championne d'Europe en 1900 ainsi qu'en 1904 à Paris.
Il pratique aussi le rugby à XV au Stade bordelais, remportant le Championnat de France de rugby à XV en 1899, 1904 et 1906.